# 武田信満
武田 信満（たけだ のぶみつ）は、室町時代前期の守護大名。甲斐国・安芸国守護。甲斐源氏第13代当主。武田氏10代当主。甲斐守護 ・武田信春の嫡男。息子に武田信重、武田信長、江草信泰、宗印、今井信景、信賢、倉科信広、上杉禅秀室（『武田系図』）がいる。官位は安芸守。通称は武田二郎。

## 経歴
応永20年（1413年）、父の死により家督を継いで当主となる。室町時代に甲斐国は関東8か国を支配する鎌倉府の管轄下に置かれていたが、『鎌倉大草紙』によれば、応永23年（1416年）10月に鎌倉で鎌倉公方の足利持氏と前関東管領の上杉氏憲（禅秀）の対立から禅秀による反乱が起こった（上杉禅秀の乱）。氏憲の縁者（小舅）に当たる信満は氏憲側に属したが、乱における甲斐の情勢は不明。
『鎌倉大草紙』によれば、上杉禅秀の乱は10月2日に足利満隆・足利持仲の兵が鎌倉の御所を攻め、持氏は駿河国の今川範政を頼り駿河大森（静岡県裾野市）へ逃れるが、「甲州の敵程近し」として範政を頼ったという。その後、室町幕府将軍・足利義持が持氏を支持し、禅秀討伐の御教書を発し、今川範政や越後守護・上杉房方らが鎌倉へ出兵すると、翌応永24年（1417年）正月10日に禅秀らは滅亡し、10月17日に持氏は鎌倉へ帰還した。
『鎌倉大草紙』によれば乱の平定後に持氏は禅秀方の討伐を行い、信満は上杉憲宗の討伐軍の攻勢を受け、応永24年2月6日に「都留郡十賊山（とくさやま）」で自害する。『武田源氏一統系図』によれば、禅秀に嫁いだ信春息女も比定地未詳の「藤渡の川辺」で自害したとしている。信満の墓所は甲州市大和町木賊の棲雲寺。
法名は『鎌倉大草紙』では「明庵道光」とし、棲雲寺の牌子では「棲雲寺殿明庵公大居士」、甲府市の長松寺の牌子や『武田源氏一統系図』では「長松寺殿」としている。
信満の滅亡により甲斐は守護不在状況に陥り、鎌倉府と室町将軍の争いと連動して国人による騒乱に悩まされることとなった。
信満期の発給文書は皆無であるが、わずかに応永7年（1400年）に窪八幡神社（山梨市）を再建したことや、応永19年（1412年）に北野天神社（北杜市小淵沢町久保）に鰐口を寄進した記録が残る。

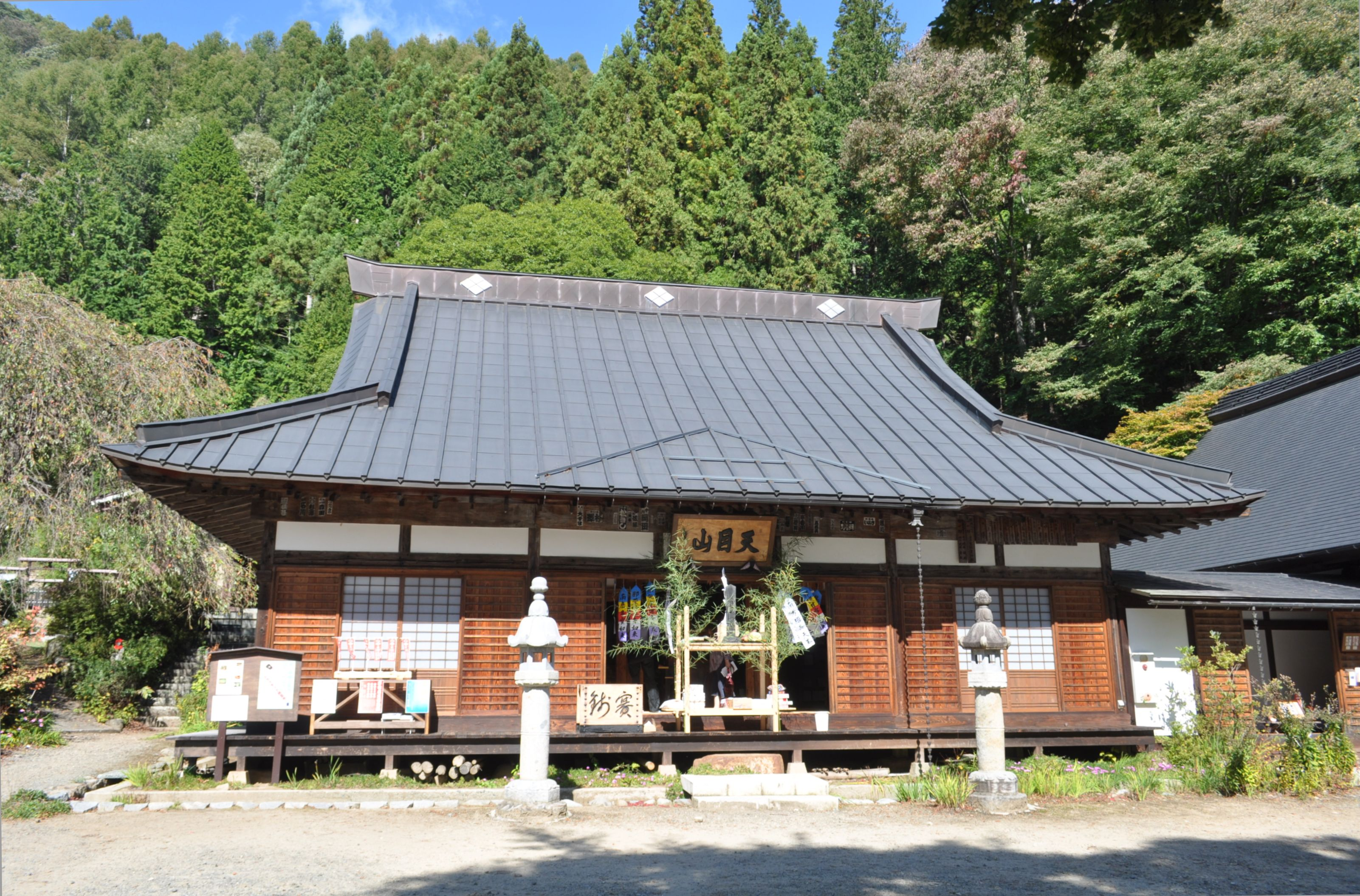
天目山棲雲寺本堂（市指定有形文化財 2017年10月9日撮影）
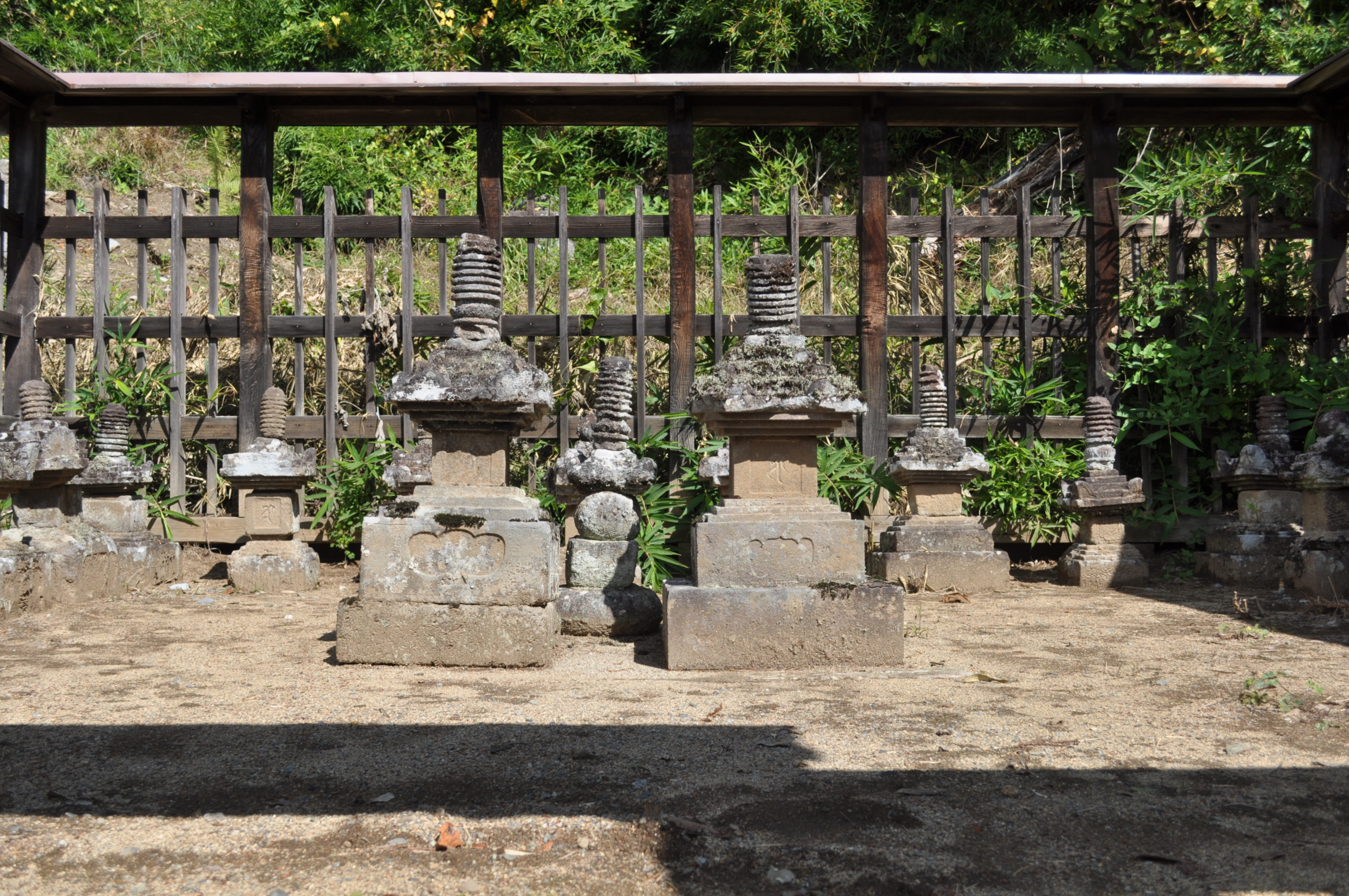
棲雲寺の武田信満の墓（中央右側の宝篋印塔）（市指定史跡 2017年10月9日撮影）